# Шафранов, Пётр Александрович
Пётр Александрович Шафранов (1859—?) — русский историк; действительный статский советник.

## Биография
Происходил из духовного сословия. Родился в Курской губернии в 1859 году. Окончил духовную семинарию и Санкт-Петербургские историко-филологический и археологический институт. Был назначен преподавателем истории в Санкт-Петербургский учительский институт.
Был чиновником особых поручений, заведующим архивом министерства земледелия и государственных имуществ.
С 22 марта 1915 года — действительный статский советник. Награждён орденами: Св. Станислава 2-й ст. (1900), Св. Анны 2-й ст. (1903), Св. Владимира 4-й ст. (1905).